# Talsperre Lučina
Die Talsperre Lučina (tschechisch  údolní nádrž Lučina) ist eine Trinkwassertalsperre in Tschechien. Sie befindet sich fünf km westlich der Stadt Tachov und staut die Mies am Flusskilometer 96,35.

## Geographie
Der Staudamm befindet sich auf der Gemeindegrenze zwischen Tachov und Halže im Okres Tachov. Der Stauraum erstreckt sich über 2,42 Kilometer nach Nordwesten und umfasst neben dem Tal der Mže auch die Mündungstäler ihrer Zuflüsse Sklářský potok und Lužní potok.
Umliegende Orte sind Halže und Svobodka im Norden, Světce im Osten, Tachov im Südosten, Mýto, Mýtský Mlýn und Milíře im Süden, Na Křižovatce, Obora im Westen sowie Dolní Výšina und Horní Výšina im Nordwesten.

## Geschichte
Vor der Errichtung der Talsperre entstand an der Mže bereits eine Wasseraufbereitungsanlage. Der Talsperrenbau erfolgte in den Jahren 1970 bis 1975, dabei wurde die südlich des künftigen Stausees gelegene Ortschaft Lučina (Sorghof) abgetragen. Die Talsperre dient vorrangig als Trinkwasserspeicher für die Regionen um Tachov, Bor und Planá sowie Stříbro und Kladruby. Ihr Wasser wird auch als Brauchwasser für Industrie und Landwirtschaft abgegeben, gleichzeitig sichert die Talsperre eine Mindestwassermenge im Flusslauf bei Stříbro ab. 1996 wurde ein Wasserkraftwerk mit zwei Kaplanturbinen errichtet.
Wegen der Nutzung als Trinkwasserreservoir ist das Baden oder Befahren des Stausees nicht gestattet.

## Bauwerk
Als Staukörper fungiert ein Steinschüttdamm aus dem in der Gegend vorkommenden Gneisgestein mit einer wasserseitig aufgetragenen Eisenbetonhülle. Talseitig besteht der Damm aus einer Grobsteinplanie ohne Bewuchs. Die Wasserabgabe erfolgt über einen in der Talmitte befindlichen Turm, der mit dem Dammkörper verbunden ist. Durch den Schachtüberlauf treibt das Wasser ein kleines Wasserkraftwerk mit Kaplanturbinen in den beiden Ausläufen an.
Der Damm hat eine Länge von 183,5 m und eine Kronenbreite von 4 m. Die Dammhöhe beträgt 23,5 m. Die Wasserfläche der Talsperre beträgt 86,2 Hektar, die Staulänge liegt bei 2,42 km.